# George Montagu (6e comte de Sandwich)
George John Montagu, 6e comte de Sandwich (4 février 1773 - 21 mai 1818) est le fils de John Montagu (5e comte de Sandwich) et de Lady Mary Henrietta Powlett. Il est appelé vicomte Hinchingbrooke de 1790 à 1814, date à laquelle son demi-frère aîné étant décédé, il hérite du comté de son père, ainsi que du domaine de Hinchingbrooke dans le Huntingdonshire. Il fait ses études au Collège d'Eton (1780-1790) et au Trinity College, Cambridge (1790-1792).
Il est député de Huntingdonshire de 1794 à 1814.
Il épouse en 1804 Lady Louisa Lowry-Corry (en), fille d'Armar Lowry-Corry (1er comte Belmore) et de Lady Harriet Hobart. Ensemble, ils ont deux filles et un fils, John William, qui succède à son père à la pairie :
- Harriet Mary Montagu (en) (14 mai 1805 - 4 mai 1857), épouse Bingham Baring, 2e baron Ashburton
- Catherine Caroline Montagu (7 octobre 1808 - 30 avril 1834), épouse Alexandre Colonna Walewski , fils illégitime de Napoléon Ier et de Marie Walewska
- John Montagu (7e comte de Sandwich) (8 novembre 1811 - 3 mars 1884), épouse en 1re noces Lady Mary Paget (fille d'Henry William Paget, 1re marquis d'Anglesey), puis en 2e noces Lady Blanche Egerton.

Il est mort à Rome en 1818.